# International Society of Pharmacovigilance
Die International Society of Pharmacovigilance (ISoP) ist die derzeit einzige international agierende Fachgesellschaft, deren Anliegen die Förderung der Arzneimittelsicherheit (Pharmakovigilanz) ist. Sie wurde 1992 ursprünglich als European Society of Pharmacovigilance (ESoP) gegründet. Im Jahr 2002 wurde die Gesellschaft als ISoP internationalisiert. Sitz der Gesellschaft ist London, UK. Die Mitglieder der Gesellschaft kommen aus der pharmakologischen/medizinischen Hochschulforschung, der pharmazeutischen Industrie, der Behörden aus dem Bereich der Arzneimittelzulassung, wie zum Beispiel der Europäischen Arzneimittelagentur, des BfArM, der FDA und verschiedener NGOs. Die ISOP ist assoziiertes Mitglied der European Association for Clinical Pharmacology and Therapeutics (EACPT), der International Union of Pharmacology (IUPHAR) und des Council for International Organisations of Medical Sciences (CIOMS). Eine enge Kooperation besteht auch mit der International Society for Pharmacoepidemiology (ISPE). 

## Annual Meetings
Bei den jährlich stattfindenden internationalen Tagungen werden Arbeiten aus dem Gebiet der Pharmakovigilanz vorgestellt. Die dort präsentierten Forschungsergebnisse können erheblich zur Erhöhung der Arzneimittelsicherheit beitragen. Die Tagung des Jahres 2015 findet vom 27. bis 30. Oktober in Prag unter dem Titel Cubism in Pharmacovigilance statt.

## Trainingskurse
Die ISoP führt jährlich auch Fortbildungs- und Trainingskurse durch. Zwei Fortbildungs- und Trainingskurse fanden am 11. und 12. Juni 2012 in Berlin (in Englisch) statt. Der Schwerpunkt der Themen lag auf den seinerzeit unmittelbar bevorstehenden weitreichenden Änderungen der Pharmakovigilanzregelungen in der EU und in Deutschland.
Für das Jahr 2016 ist vom 2. bis 3. Juni ein Kurs in Berlin mit dem Thema Risk assessment of drugs used during pregnancy and lactation geplant.